# Brooke Krueger-Billett
Brooke Krueger-Billett (geb. Brooke Elizabeth Krueger; * 9. Juli 1980 in Tailem Bend) ist eine ehemalige australische Hammerwerferin.
2002 wurde sie Vierte bei den Commonwealth Games in Manchester. Bei den Leichtathletik-Weltmeisterschaften 2003 in Paris/Saint-Denis und den Olympischen Spielen 2004 in Athen schied sie in der Qualifikation aus. 2006 siegte sie bei den Commonwealth Games in Melbourne. 2003 und 2006 wurde sie Australische Meisterin. Ihre Bestweite von 70,72 m stellte sie am 5. Februar 2006 in Sydney auf.
Ende 2004 heiratete sie ihren Trainingspartner Darren Billett. Ihr Onkel Brian Booth war Cricket- und Hockeyspieler. Als Hockeyspieler vertrat er Australien bei den Olympischen Spielen 1956 in Melbourne.